# Octocladiscus
Octocladiscus is een geslacht van kevers uit de familie bladkevers (Chrysomelidae).
De wetenschappelijke naam van het geslacht werd in 1856 gepubliceerd door Carl Gustaf Thomson.

## Soorten
- Octocladiscus fasciatus (Guérin-Méneville, 1844)